# Psicorragia
Psicorragia es una banda de death doom metal de Perú. Es uno de los grupos pioneros en las experimentaciones dentro del metal extremo en Perú, junto a Kranium.
Psicorragia es uno de los representantes más longevos del death/doom peruano y sudamericano. Aunque la banda tiene su nacimiento en el año 1994, cuenta sólo con dos álbumes hasta 2019. Sin embargo, sus discos han sido reeditados en distintos formatos y han grabado algunos EP. 

## Death Doom - Metal Experimental
El estilo de la banda es ecléctico, pero puede decirse que su principal lineamiento es el death doom metal. Puede escucharse dentro de sus temas los blast beats típicos del death metal, con riffs acelerados, y a la vez partes oscuras y densas, característica propia del doom.
El estilo que realiza Psicorragia es llamado de diferentes maneras según seguidores y reseñas. El death doom que realizan es la base donde han incorporado matices de otros estilos, como el thrash o el black metal. Incluso han llegado a incorporar elementos de otros géneros musicales, como en el tema Amén, donde se percibe cierta influencia arábiga. O en Drógame, donde se involucran con elementos dark. 
Se resalta en la propuesta de Psicorragia la constante oscura y mórbida de sus composiciones, a pesar de la variedad de ritmos que utilizan. 

## Propuesta lírica
La banda apenas editó el primer álbum comenzó a promover el material hacia el extranjero. El CD La Pasión de Lo Mortal se obtuvo en países de Europa, Asia, en Estados Unidos y Australia, zonas donde es mínimo el lenguaje español. Hay que considerar en este punto que las líricas de Psicorragia siempre han sido hechas en castellano, su lengua natal. Sin embargo esto no fue impedimento, por el contrario fue un plus resaltado en algunas reviews de revistas y webs underground.
Según refiere la banda, el uso del español en sus líricas es para conservar la parte artística de la lengua intacta. Si bien los tópicos usados en las letras son referentes a la muerte, el exceso y la negación a toda creencia divina, las metáforas y el corte existencialista le dan un matiz poético.

## Acerca de su historia
Psicorragia forma parte de la promoción de bandas de inicios de los noventa en su país. No muchas han resistido el paso del tiempo. 
La primera producción de la banda fue realizada en 1998. Este fue el demo tape Otoño, grabado en directo y con portada blanco y negro. Este casete fue distribuido en el Perú y otros países sudamericanos. 
Pasan tres años y la banda es contratada por el sello mexicano American Line Productions para el lanzamiento del primer álbum del grupo. Este material, que salió a la venta en CD y casete, se llamó La Pasión de Lo Mortal (2002), y fue el que le valió entrevistas y comentarios en diferentes países. 
En el año 2005, Psicorragia edita su tercer material, el EP Presagios De Agonía, con 5 canciones que empiezan a tomar elementos vocales sinfónicos, característica que retomarían más adelante. Este EP fue reeditado años después en una edición especial en digipak.
Posteriormente editan el EP Sátira Macabre en el 2012, donde enfatizan más en lo tétrico. Eso puede notarse en el primer videoclip que lanzaron para promocionar dicha producción, del tema La Orden del Caos que asemeja un cortometraje de terror.

## Madremuerte
Tras el EP Sátira Macabre ya se dejaba notar un cambio en el estilo de la banda, orientándose más hacia el Death Metal y creando atmósferas tenebrosas. Este EP fue el anuncio de lo que vendría más adelante. Cuatro años después lanzan el álbum Madremuerte, un disco editado en dos versiones, una peruana y otra rusa, que termina de afianzar el estilo que proponían en el Sátira Macabre. Nuevamente retoman los coros sinfónicos, pero desde una perspectiva más macabra, con cierta reminiscencia a los coros de la banda sonora de la película The Omen. También incorporaron algunas características del Black Metal, sobre todo en algunos cortes de guitarra.  
Este álbum le valió a la banda estar nuevamente en medios extranjeros, siendo reseñados y entrevistados por revistas de Europa y Sudamérica. Madremuerte significó el regreso de la banda tras muchos años sin un larga duración, siendo muy bien considerado por la crítica peruana y extranjera. Además de las dos ediciones en CD, el álbum también ha sido editado en casete.

## Miembros
- Mario Romanet - voz, bajo (Evil Damn)
- Alick González - guitarra
- Marco Borra - guitarra
- Antonio Duncan - teclado
- Teo Suchero - batería (Epilepsia)

### Miembros pasados
- Manuel Saavedra - batería
- Mito Espíritu - guitarra (ex-Kranium, ex-Sarcoma)
- Víctor Degollar - violín
- Erick Reynaga - violín (Disinter, Narkan)
- Daniel Ladrón de Guevara - batería (ex-Funeral, ex-Akrateia)

## Discografía
- Madremuerte (CD 2016)
- Sátira Macabre (EP 2012)
- Ruina y Muerte... El Génesis (CD 2011)
- Presagios De Agonía (EP 2005)
- La Pasión De Lo Mortal (CD 2002)
- Otoño (Demo 1998)